# DaBaby
Джонатан Ліндейл Кірк (англ. Jonathan Lyndale Kirk), відомий під сценічним псевдонімом DaBaby (раніше також як Baby Jesus) — американський реп-виконавець та автор пісень з Шарлотта, Північна Кароліна, США.

## Біографія
Народився 21 грудня 1991 року в Клівленді, Огайо, США. 1999 року переїхав до Шарлотта, де провів своє дитинство. 2010 року закінчив середню школу Венс.
Розпочав свою кар'єру 2015 року під псевдонімом Baby Jesus. Насамперед відомий завдяки синглу «Suge», який увійшов до його дебютного студійного альбому «Baby on Baby» (2019). Трек «Suge» мав великий комерційний успіх та посів сьому сходинку хіт-параду Billboard Hot 100. Крім того, альбом «Baby on Baby» також посів сьому сходинку хіт-параду Billboard 200. Невдовзі виконавець випустив свій другий студійний альбом «Kirk», який посів першу сходинку хіт-параду «Billboard 200», ставши першим альбомом, що очолив чарт.12 листопада 2021 року ДаБейбі випустив мініальбом «Back On My Baby Jesus Sh!t Again», який складається з 6 пісень. Серед запрошених виконавців — 21 Savage і Kodak Black.
Серед його пісень, що входили до різноманітних чартів: «Cash Shit» (за участі реп-виконавиці Megan Thee Stallion), «Baby», «Intro» та «Enemies» (за участі Пост Мелоуна). ДаБейбі також взяв участь у записі реміксів на такі треки: «Truth Hurts» (пісня реп-виконавиці Lizzo) та «Panini» (пісня Lil Nas'а)

## Особисте життя
Кірк пов'язаний з інцидентом в Гантерсвіллі, де дев'ятнадцятирічний хлопець отримав вогнепальне поранення в живіт та невдовзі помер. Кірк підтвердив свою участь у стрілянині та підкреслив, що він «діяв у стані необхідної самооборони». У березні 2019 року з нього знято всі обвинувачення; Кірк визнав себе винним у носінні прихованої зброї, що вважається дрібним злочином.
У січні 2020 року виконавця затримано та допитано в Маямі у зв'язку з розслідуванням пограбування. Його невдовзі заарештовано, оскільки знайшовся ордер на його арешт в Техасі. Ордер видано на підставі спричинених тілесних ушкоджень чоловіку, на якого, як твердять, напали члени команди ДаБейбі.

## Дискографія
- God's Work Resurrected (2016)
- Billion Dollar Baby (2017)
- Back On My Baby Jesus Sh!t (2017)
- Baby Talk 5 (2018)
- Blank Blank (2018)
- Baby on Baby (2019)[6]
- Kirk (2019)[7]
- Blame It On Baby (2020)
- Blame It On Baby (Deluxe) (2020)